# ベルト線 (ミラノ)
ミラノのベルト線（ミラノのベルトせん、伊: Linea ferroviaria di cintura di Milano、英: Milan belt railway）は、イタリア共和国ロンバルディア州ミラノ市にある鉄道路線である。
当路線は、ロンバルディア州の州都であるミラノ市を半円形の路線で結んでおり、ミラノ市に集まってくる各路線と中央駅が互いに結ばれている。
ミラノ市の鉄道分岐点の再編中に当路線が建設されており、1931年に完成した。
完全なリング状に形成されていた古いベルト線が、当路線によって置き換えられたが、古い路線の南区間の一部のみが今でも残っており、現在も運行中である。